# Ricky Wilson
Ricky Helton Wilson, född 19 mars 1953 i Athens, Georgia, död 12 oktober 1985 i New York, var en amerikansk musiker och singer-songwriter. Wilson var medlem i rockbandet The B-52’s och äldre bror till Cindy Wilson, också hon en medlem i B-52’s.
Ricky Wilson avled i AIDS.